# 1456
- Wikisource

| Calendário gregoriano                                                        | 1456 MCDLVI                                           |
| Ab urbe condita                                                              | 2209                                                  |
| Calendário arménio                                                           | 905 – 906                                             |
| Calendário bahá'í                                                            | -388 – -387                                           |
| Calendário budista                                                           | 2000                                                  |
| Calendário chinês                                                            | 4152 – 4153 Início a 6 de fevereiro (aproximadamente) |
| Calendário copta                                                             | 1172 – 1173                                           |
| Calendário etíope                                                            | 1448 – 1449                                           |
| Calendários hindus - Vikram Samvat - Calendário nacional indiano - Cáli Iuga | 1511 – 1512 1377 – 1378 4556 – 4557                   |
| Calendário Holoceno                                                          | 11456                                                 |
| Calendário islâmico                                                          | 860 – 861                                             |
| Calendário judaico                                                           | 5216 – 5217                                           |
| Calendário persa                                                             | 834 – 835                                             |
| Calendário rúnico                                                            | 1706                                                  |
| Calendário solar tailandês                                                   | 1999                                                  |

1456 (MCDLVI, na numeração romana) foi um ano bissexto do século XV do Calendário Juliano, da Era de Cristo, e as suas letras dominicais foram D e C (53 semanas), teve  início a uma quinta-feira e terminou a uma sexta-feira.
| Ano completo                           |
| -------------------------------------- |
| Ano bissexto com início à quinta-feira |

## Eventos
- 15 de Fevereiro - O Calisto III emite a bula Etsi Cunti Christiano Nomine e solicita a Afonso V de Portugal que mande fazer em Ceuta quatro conventos das quatro ordens militares às custas das rendas dos cavaleiros.
- Entre este ano e 1460 Alvise Cadamosto e Diogo Gomes descobrem as primeiras ilhas do arquipélago de Cabo Verde.
- Chegam à Ilha Terceira os primeiros frades franciscanos, que desde cedo tratam de edificar uma ermida.
- Igreja de Santa Cruz, Matriz da Praia da Vitória, Açores, foi sagrada no mês de maio de 1517.
- O matemático Regiomontano inventa os sinais + e -.

## Nascimentos

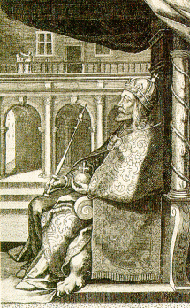
Vladislau II da Hungria
(1456-1516)

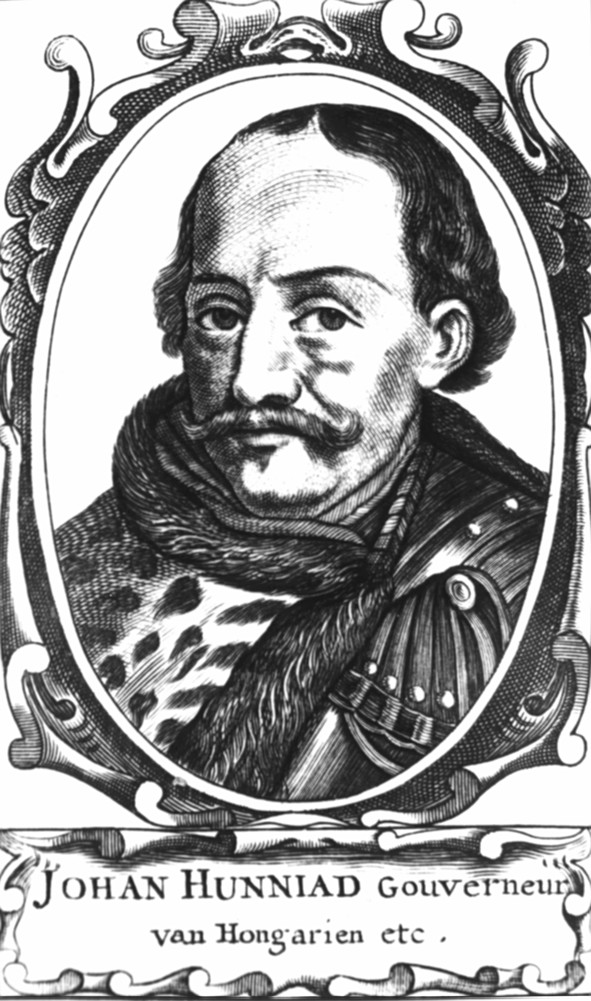
João Corvino (1407-1456)

- 16 de fevereiro - Achille Grassi, Bispo de Bolonha e cardeal italiano (m. 1523).
- 1 de março - Vladislav II da Hungria, rei da Boêmia e da Hungria (m. 1516).
- 21 de março - Georg von Slatkonia, Bispo católico de Viena (m. 1522).
- 23 de março - Sigismondo Pappacoda, cardeal italiano, Bispo de Venosa e de Tropea (m. 1556).
- 10 de junho - Elisabete Maria Sforza, filha de Francisco Sforza, Duque de Milão (m. 1472).
- 23 de junho - Margarethe, Princesa da Dinamarca, rainha da Escócia, casada com Jaime III. (m. 1486).
- 25 de junho - Giovanni de Aragão, Príncipe de Nápolis, arcebispo de Tarento e cardeal italiano (m. 1485).
- 10 de julho - Margarete von Pfalz-Zweibrücken, duquesa palatina de Zweinbrücken e filha de Ludwig I, duque palatino de Zweinbrücken (1424-1489) (m. 1527).
- 28 de agosto - Candidus Ranzo, franciscano, pregador, peregrino e confessor italiano (m. 1515).
- 7 de novembro - Margarete da Baviera, princesa da Baviera, casada com Felipe, O Justo, Eleitor Palatino (1448-1508) (m. 1501).

## Mortes
- 8 de janeiro - São Lourenço Justiniano, bispo e patriarca de Veneza (n. 1381).
- 17 de janeiro, Elizabeth da Lotaríngia, também conhecida como Elisabeth de Lorena-Vaudémont, Condessa de Nassau-Saarbrücken e uma das primeiras tradutoras de expressão alto-germânica (n. 1395).
- 6 de fevereiro - Peter Nowag, Bispo de Breslau.
- 11 de agosto - János Hunyadi, comandante militar, estrategista e chefe de Estado húngaro (n. c1387 ou 1407).
- 17 de outubro - Nicholas Grenon, compositor, barítono e pedagogo musical franco-flamengo (n. c1380).
- 23 de outubro - São João Capistrano  (n. 1386).
- 1 de novembro - Edmund Tudor, 1º Conde de Richmond, pai de Henrique VII da Inglaterra (n. c1430).
- 9 de novembro - Ulrich II, Conde de Celje, governador da Boêmia, Eslovênia e Croácia (n. 1406).
- 28 de novembro - Johann Tiergart, Bispo de Kurland (n. 1380).
- 4 de dezembro - Carlos I, Duque de Bourbon, filho de João I, Duque de Bourbon (1381-1434) (n. 1401).
- 24 de dezembro - Jorge Brancovitch, déspota serbo (n. 1377).